# Richard Van Helsing
Richard Van Helsing je izmišljeni lik koji se pojavljuje u talijanskom stripu Martin Mystère i paralelnoj seriji Priče iz Baze Drugdje. Znanstvenik i istraživač natprirodnog, njegov sukob s vampirom grofom Drakulom iskoristio je pisac Bram Stoker da bi napisao roman Drakula, te iz taštine junaka svog romana okrstio Abrahamom. Nakon što je i sam postao vampir, Van Helsing je iskoristio svoje novostečene moći za lov na serijske ubojice. 